# José Balmes
José Balmes Parramón (Montesquiu, Cataluña, España, 20 de enero de 1927 - Santiago de Chile, 28 de agosto de 2016) fue un pintor chileno (nacido en España llegó a los 9 años de edad a la que se convertiría en su segunda patria), Premio Nacional de Artes Plásticas 1999. 

## Biografía
José Balmes, nació en 1927 en la localidad de Montesquiu, Cataluña, donde vivió su infancia hasta estallar la guerra civil española (1936). Tres años más tarde, tras la victoria franquista, Balmes con su familia se vio obligado a abandonar , Damià Balmes, que era alcalde de la ciudad natal del futuro artista por Esquerra Republicana de Catalunya.
Viajó a Valparaíso, Chile en el Winnipeg, tras la ayuda del gobierno de este país a los republicanos españoles. En la que se convertiría en su nueva patria, Balmes terminó la educación secundaria en el Liceo Barros Borgoño y en 1943 ingresó en la Escuela de Bellas Artes de la Universidad de Chile. Allí tuvo como maestros a Pablo Burchard y Camilo Mori. En 1947 obtuvo la nacionalidad chilena.
En la universidad se relacionó con otros artistas entre los que se encontraba Gracia Barrios, futura Premio Nacional de Artes con quien contraería matrimonio en 1952 (la pareja tuvo una hija en 1957). Continuaría estando ligado a la Universidad de Chile como académico (1950-1973) y decano de la Facultad de Artes (1972-1973); entre sus discípulos se cuenta Patricio Court, que fue su alumno de pintura y al que ha influenciado, así como también a Francisco Brugnoli, Eugenio Dittborn, Patricia Israel, Eugenio Téllez.
Junto a Barrios y otros artistas, conformaría el grupo informalista Signo, con quien presentaría obras en Barcelona, Madrid y París.
De conocida militancia comunista y habiendo sido durante varios períodos miembro del Comité Central del PC, gran parte de su carrera ha estado ligada a la vida política. Apoyó activamente el gobierno de la Unidad Popular encabezado por Salvador Allende y tuvo que partir al exilio a Francia tras el golpe de Estado, donde continuó desarrollando su carrera artística y fue profesor en la Universidad de París I Panthéon-Sorbonne.
En 1986 Balmes regresó a Chile, tras lo cual recibiría múltiples distinciones como el Premio Nacional de Artes Plásticas de Chile 1999 y el Altazor 2002, entre otros.
Fue director del Museo de la Solidaridad Salvador Allende entre 2006 y 2010.
En el 2012 el documentalista chileno Pablo Trujillo Novoa filmó el largometraje documental Balmes: El doble exilio de la pintura, sobre la vida del artista desde que se embarcó en el Winnipeg.
Balnes dejó de pintar en 2014, dos años antes de su muerte. Falleció el domingo 28 de agosto de 2016 en la Clínica Las Condes, donde estaba internado por un cuadro de neumonía desde principios de ese mes. Sus restos fueron velados en el salón Blanco del Museo Nacional de Bellas Artes (MNBA). La entonces presidenta Michelle Bachelet decretó duelo nacional para el 30 de agosto por la muerte del pintor; ese día hubo una ceremonia oficial en el MNBA, en el que participó la mandataria, y después una caravana partió rumbo al cementerio de El Totoral (El Quisco), donde Balmes fue sepultado.
Conchita Balmes anunció en abril de 2018 que esperaba que la Fundación Balmes-Barrios estuviera legalmente constituida a fines de año. Ella y su hija Elisa Triviño, que trabajan en un catastro de las obras de la pareja con el fin de elaborar un catálogo razonado, quisieran que la sede de la Fundación estuviera en la histórica casa de Ñuñoa donde ambos Premios Nacionales tenían su taller y que, además, esta se convierta en una casa-museo.

## Premios
- Premio de Honor en el Salón de Alumnos de la Escuela de Bellas Artes (1946)
- Segundo Premio Honorífico a extranjeros del Salón Oficial de Santiago (1948)
- Primer Premio del Salón Oficial, Museo Nacional de Bellas Artes de Santiago (1951)
- Premio de Honor del Salón Oficial de Santiago (1958)
- Premio en la II Bienal de México (1960)
- Mención de Honor en la II Bienal de París consagrada a artistas jóvenes(1961)
- Primer Premio, Mención Pintura, concurso CRAV de Valparaíso (1963)
- Premio Especial, concurso Esso (1964)
- Primer Premio, Mención Dibujo, Bienal Americana de Arte de Cali, Colombia (1971)
- Primer Premio de Grabado, Exposición Internacional Intergraphic de Berlín, Alemania (1977)
- Premio de la Crítica, Santiago (1984)
- Primer Premio Bienal Iberoamericana de Arte sobre papel en Buenos Aires, Argentina (1986)
- nombrado Profesor Emérito de la Facultad de Arquitectura y Bellas Artes de la Universidad Católica de Chile (1993)
- Profesor Emérito de la Universidad de Chile (1996)
- Orden al Mérito Docente y Cultural “Gabriela Mistral” otorgado por el Gobierno de Chile (1997)
- Premio Michoacán, Mención Pintura, otorgado por la Comisión Nacional de Cultura del Partido Comunista de Chile (1997)[7]
- Premio Nacional de Artes, Santiago, Chile (1999)
- Premio Altazor, Santiago, Chile (2002)[8]

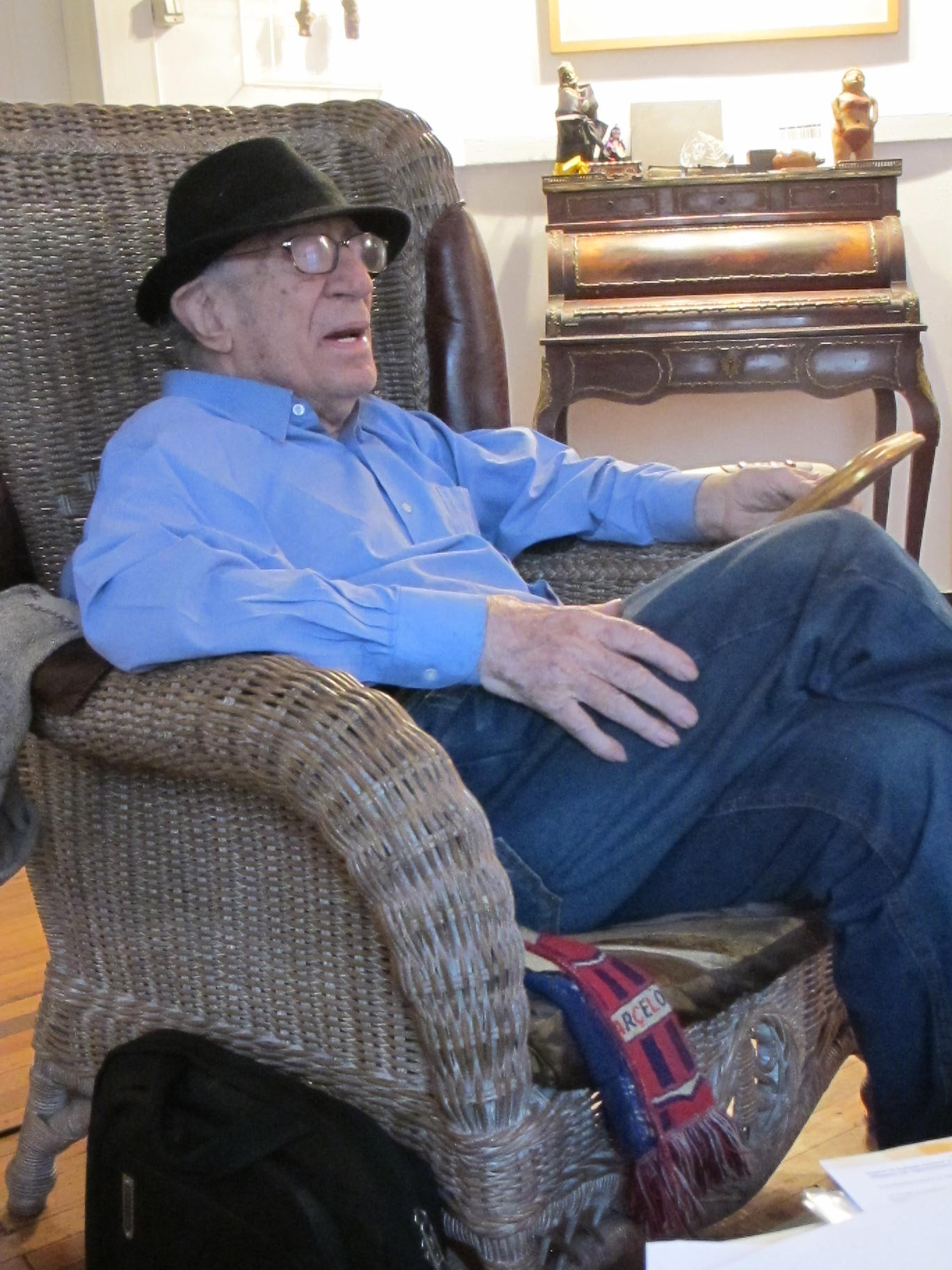
En su taller de Ñuñoa, 2013.
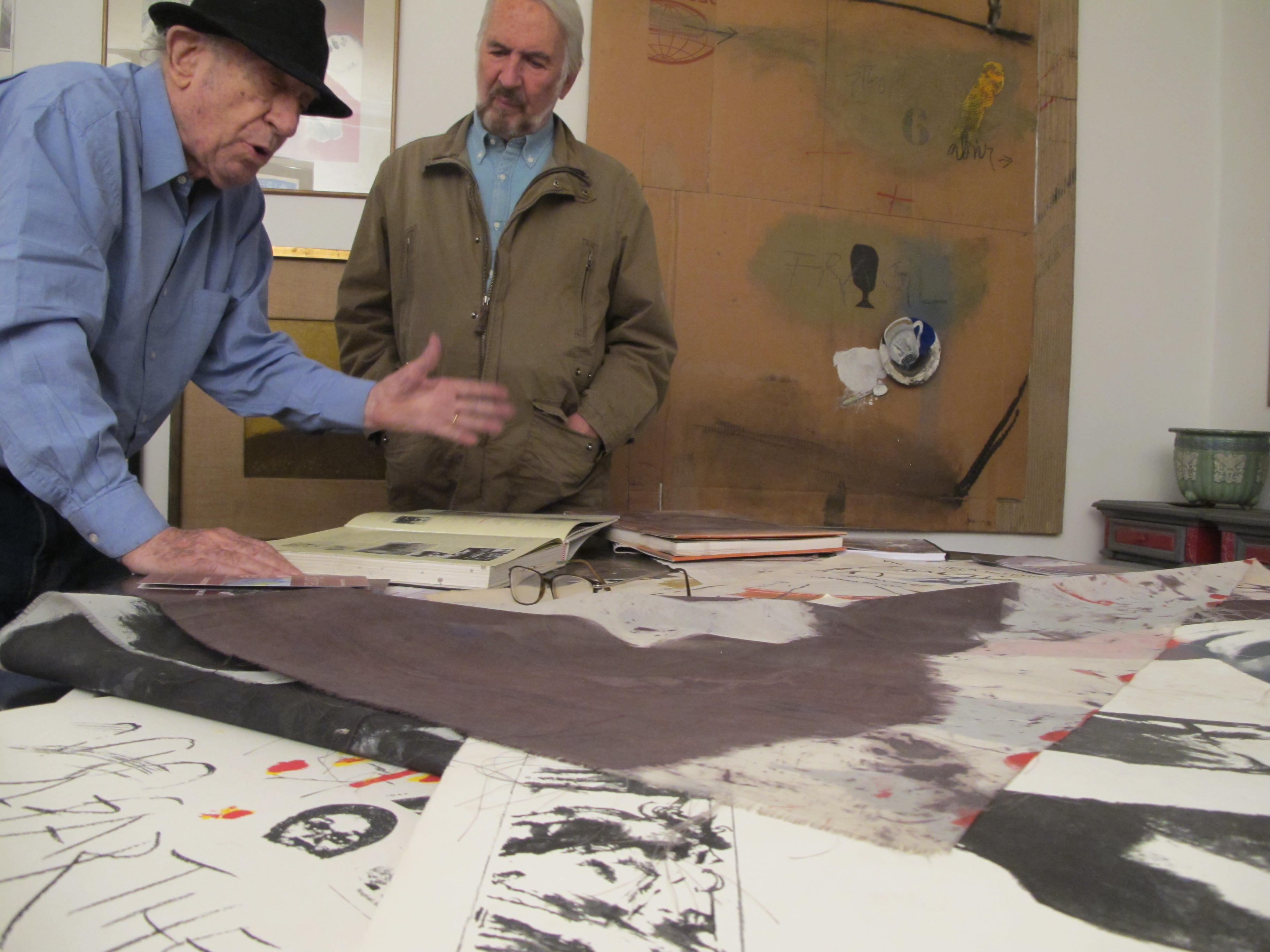
Balmes con el pintor español Javier de Villota.